# Осіка-де-Сус (комуна)
Осіка-де-Сус (рум. Osica de Sus) — комуна у повіті Олт в Румунії. До складу комуни входять такі села (дані про населення за 2002 рік):
- Вледулень (526 осіб)
- Греч (956 осіб)
- Остров (150 осіб)
- Осіка-де-Сус (3131 особа)
- Перету (231 особа)
- Томень (462 особи)

Комуна розташована на відстані 142 км на захід від Бухареста, 19 км на південь від Слатіни, 41 км на схід від Крайови.

## Населення
За даними перепису населення 2002 року у комуні проживали 5456 осіб.
Національний склад населення комуни:
| Національність | Кількість осіб | Відсоток |
| -------------- | -------------- | -------- |
| румуни         | 5377           | 98,6%    |
| цигани         | 79             | 1,4%     |

Рідною мовою назвали:
| Мова      | Кількість осіб | Відсоток |
| --------- | -------------- | -------- |
| румунська | 5455           | > 99,9%  |
| угорська  | 1              | < 0,1%   |

Склад населення комуни за віросповіданням:
| Релігія        | Кількість осіб | Відсоток |
| -------------- | -------------- | -------- |
| православні    | 5411           | 99,2%    |
| адвентисти     | 27             | 0,5%     |
| п'ятдесятники  | 15             | 0,3%     |
| не релігійні   | 2              | < 0,1%   |
| греко-католики | 1              | < 0,1%   |